# Bombardement de l'OTAN sur la Yougoslavie
Pour les articles homonymes, voir Bombardement de Belgrade.
Guerre du Kosovo
Batailles
Destruction d'un F-117 par l'armée yougoslave

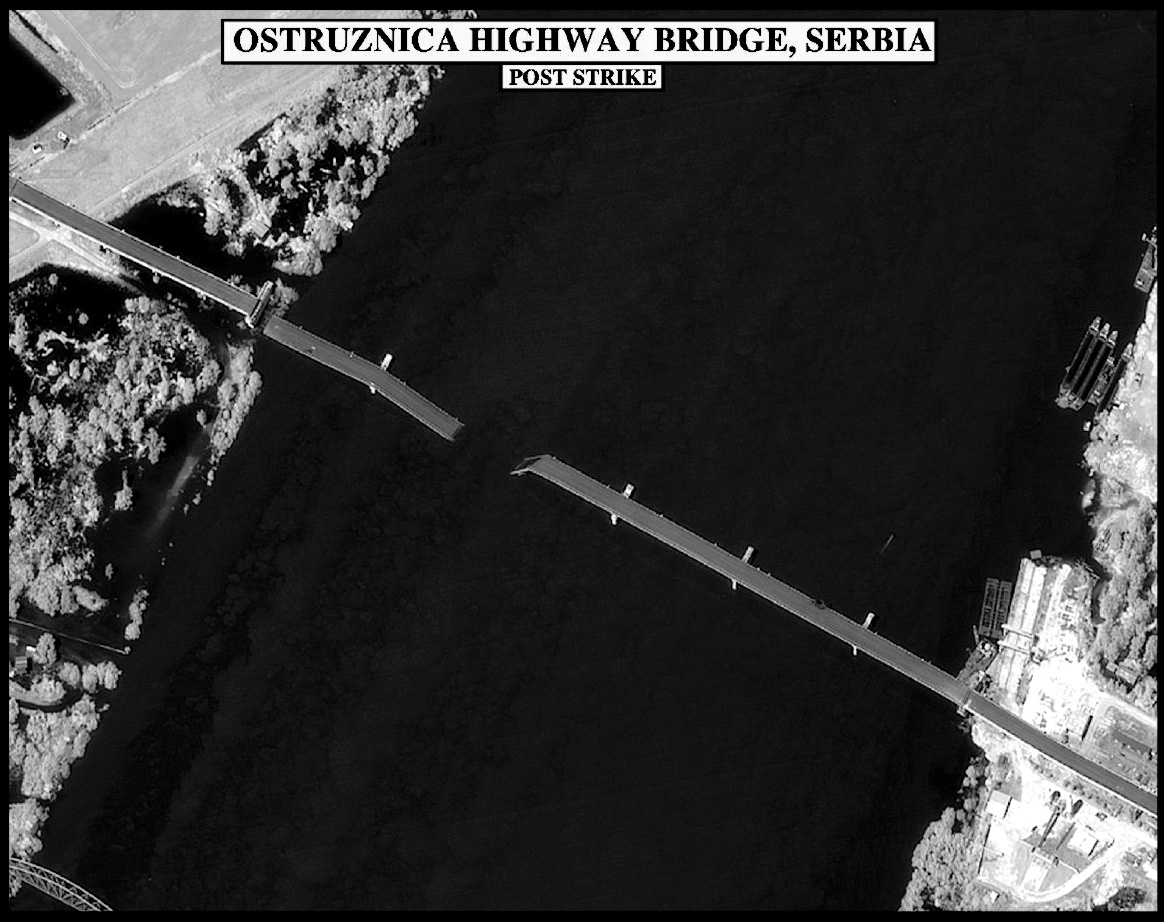
Pont autoroutier détruit lors de l'opération.

L'opération Force alliée, (en anglais : pour l'OTAN, Operation Allied Force, pour les États-Unis, Operation Noble Anvil) est une opération militaire de bombardement par l'OTAN de cibles serbes durant la guerre du Kosovo. Elle s'est déroulée du 23 mars au 10 juin 1999, à la suite du massacre de Račak. Cette intervention n'est pas autorisée par le Conseil de sécurité de l'ONU, malgré les demandes de pays de l'OTAN.
La campagne aérienne dure 78 jours, du 24 mars au 10 juin 1999, alors que le plan américain était de bombarder la Serbie de nuit avec des pauses en journée. Le nombre de sorties aériennes nécessaires pour faire plier la République fédérale de Yougoslavie est de 37 465, soit 480 par jour en moyenne.
Les bombardements font entre 2000 et 3 000 morts.

## Échec des négociations
L'opération de frappes aériennes est décidée le 22 mars 1999, après l'échec de la conférence de Rambouillet (6 février-19 mars 1999). Pour Noam Chomsky, cet échec découle notamment de l'exigence occidentale d'un droit de passage absolu pour les personnels et matériels de l'OTAN à travers la République fédérale de Yougoslavie, formulée dans l'Annexe B des accords de Rambouillet.

## Objectifs

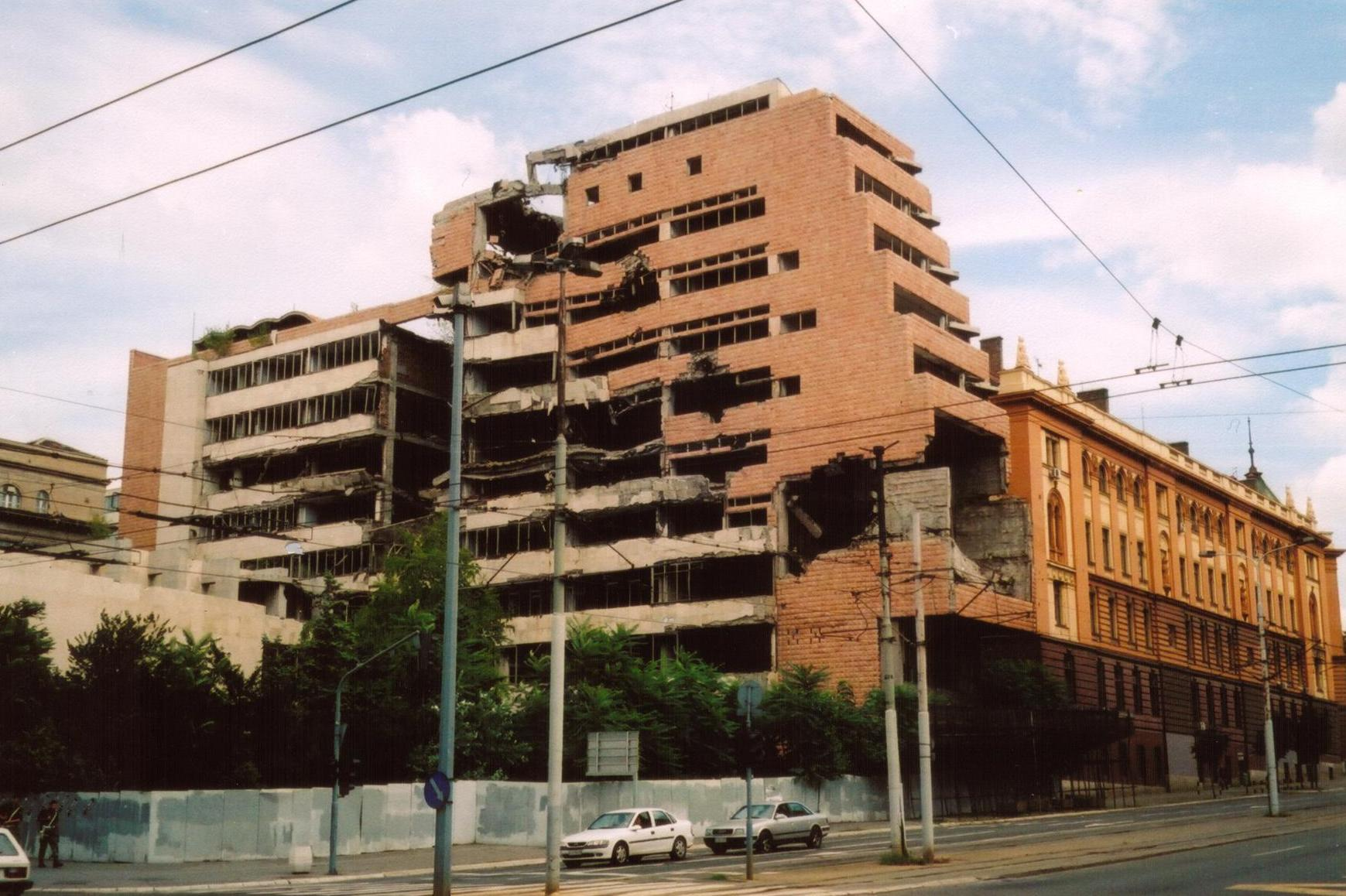
Quartiers-généraux de l'Armée yougoslave endommagés durant les bombardements de l'OTAN.

La cible déclarée de ces raids est le complexe militaro-industriel serbe et les centres du pouvoir de Slobodan Milošević. 
Le 23 avril 1999, en début de matinée, les avions de l’OTAN bombardent les quartiers généraux et les studios de la Radio-Télévision d’État serbe (Radio Televizija Srbije, RTS), au centre de Belgrade, tuant au moins seize civils et en blessant grièvement seize autres.
Dans la nuit du 7 au 8 mai 1999, des bombardiers furtifs B-2, arrivés tout droit des États-Unis, larguent trois bombes auto-guidées sur le bâtiment neuf abritant la mission diplomatique chinoise.

## Bilan militaire
Les pertes humaines non civiles du côté yougoslave seraient, selon les déclarations du gouvernement Miloševic en juin 1999, de 462 soldats tués et 199 blessés, ainsi que de 114 policiers tués,.
L'OTAN annonce un bilan matériel de 20 chars, 220 transports et 450 pièces d’artillerie de l'Armée de Yougoslavie détruits. Cependant, une enquête du magazine Newsweek publiée le 15 mai 2000, s’appuyant sur un rapport de l’Armée de l’air américaine, révèle que seuls 14 chars, sur les 600 que comptait l'armée yougoslave, 18 transports de troupes et 20 pièces d’artillerie yougoslaves ont été détruits et que le reste du bilan est constitué par les leurres utilisé par les forces yougoslaves. Cinq avions de combat MiG-29 et un J-22 Orao sont détruits en vol, plusieurs autres au sol. Les casernes, bases aériennes, et dépôts logistiques sont sérieusement endommagés ainsi que l'industrie pétrochimique et les réseaux de transport.
Le 27 mars 1999, un F-117A américain est abattu par un missile anti-aérien S-125 au-dessus de la Serbie. Le pilote s'éjecte et est récupéré sain et sauf. L'opérateur de la batterie de missiles serbe a déclaré avoir modifié et amélioré les caractéristiques de celle-ci (sans jamais en avoir apporté la moindre preuve) et disposait d'un radar plus puissant que celui d'origine qui aurait réussi à détecter l'avion furtif — qui volait dans de mauvaises conditions météorologiques augmentant sa signature — à 25 km. L'OTAN a soupçonné les Forces armées serbes d'utiliser un radar passif, appareil peu coûteux qui utilise la réflexion des ondes radio et télé ambiantes, pour guider leurs missiles. Les Serbes donnent une aile à la Russie, tandis que la campagne serbe est parcourue par des agents chinois qui rachètent aux paysans des débris de l'appareil, ce qui aurait aidé à la conception du Chengdu J-20, une allégation démentie par les autorités chinoises.

## Victimes des bombardements
Une enquête de l'organisation non gouvernementale Human Rights Watch recense 90 incidents lors des bombardements, entraînant la mort de 489 à 528 civils. Environ deux tiers d'entre eux (303 à 352) étaient des réfugiés albanais du Kosovo et il est conclu à une violation du droit international humanitaire,. L'OTAN se défend en parlant de dommages collatéraux, elle n'en est pas moins vivement critiquée.
Les bombardements de l'OTAN tuent notamment 17 personnes à Aleksinac le 5 avril 1999, entre 14 et 60 passagers d'un train qui passait sur le pont de Grdelica le 12 avril, plus de 70 réfugiés kosovars le 14 avril près de Djakovica, 20 civils à Surdulica le 28 avril, 55 personnes à Lužane le 1er mai, au moins 15 civils à Niš le 7 mai (bombe à fragmentation), 87 civils albanais à Korisa en mai, 11 morts au moins sur le pont de Varvarin le 30 mai, 20 morts dans le bombardement du sanatorium de Surdulica le 31 mai, et 23 morts à Novi Pazar le même jour.
Le 23 avril 1999, le bombardement de l'immeuble de la RTS (Radio-télévision de Serbie) à Belgrade tue seize membres du personnel.
Le 7 mai, le bombardement de l'ambassade de Chine à Belgrade par les États-Unis tue trois journalistes chinois.

## Détails techniques de l'opération
- Ce sont 37 465 missions aériennes sur ses 78 jours d’opération, qui ont été effectuées par un total de 786 aéronefs de l'OTAN[1] pendant lesquelles deux appareils américains furent perdus au combat (un F-117 Nighthawk et un F-16 Fighting Falcon) ; plus de 800 missiles sol-air ont été tirés par la DCA de l'Armée populaire yougoslave. On compte 8 676 missions offensives qui ont conduit au largage d'environ 23 000 munitions, 5 551 missions de défense aérienne et 4 397 missions SEAD anti-radar, le reste étant du soutien.
- Douze F-16 de la Composante air de l'armée belge présents à la base aérienne d'Amendola (en) ont effectué 679 sorties de combat et ont largué 279 bombes et missiles[21].

- Les forces aériennes françaises ont effectué environ 2 000 sorties durant ce conflit ; 420 missions ont permis le tir effectif de 988 bombes et missiles dont 49 furent largués au-dessus de la mer Adriatique par des Super-Étendard[22]. Les stocks de munitions air-sol de l'armée de l'air et de l'aéronautique navale françaises ont rapidement été insuffisants, notamment les bombes guidées par laser (BGL), ce qui a conduit à utiliser des bombes Paveway américaines en complément. Lorsque la configuration des cibles s'y prêtait (large surface à traiter, pas de risques collatéraux…), des bombes « lisses » non guidées de fabrication française ont été utilisées, l'insuffisance des stocks ayant, ici également, rendu nécessaire, en cours de campagne, l'acquisition de bombes américaines Mk82 de 250 kg. Au total 398 bombes lisses furent utilisées sur un total de 988 bombes et missiles largués[23].
- En outre, après enquête, les Américains admettent avoir utilisé plus de 30 000 projectiles à l’uranium appauvri radioactif au cours de l’opération. Les secteurs concernés par les frappes risquent d'être contaminés pour des milliers d'années, et il n’est pas exclu qu’il y ait des problèmes d'infiltration dans les nappes phréatiques[24].

## Légalité de l'intervention
D'après Jean-Christophe Buisson, rédacteur en chef au Figaro Magazine et essayiste, cette opération humanitaro-militaire violait plusieurs lois et conventions internationales — par exemple, l'article 2, alinéa 4 de la Charte des Nations unies qui prévoit que les membres doivent s'abstenir « dans leurs relations internationales, de recourir à la menace ou à l'emploi de la force, soit contre l'intégrité territoriale ou l'indépendance politique de tout État, soit de toute autre manière incompatible avec les buts des Nations Unies ».
Selon la Radio-télévision de Serbie, le 11 juin 2017, une équipe « spéciale » composée de médecins et d'avocats (serbes et étrangers) annonce son intention de porter plainte devant les tribunaux de chacun des 19 pays membres de l'OTAN qu'elle accuse d'avoir bombardé, en 1999, « principalement au Kosovo, mais aussi quatre endroits dans le Sud de la Serbie » sans autorisation légale et en violation des articles 5 et 6 des statuts de l'OTAN qui stipulent que l'OTAN n'est pas une structure offensive, mais défensive. L'équipe compte réunir les preuves démontrant que l'utilisation de bombes à sous-munitions et le bombardement des usines chimiques ou pétrochimiques a eu — à long terme — des conséquences sanitaires,,.

## Excuses
Le 18 mai 2021, le président de la Tchéquie, Miloš Zeman, sans pour autant révoquer la reconnaissance du Kosovo par son pays, est le premier dirigeant à présenter des excuses au peuple serbe pour les bombardements de 1999 : « La Serbie nous a exprimé son soutien et nous l'avons bombardée. Permettez-moi de dire immédiatement que je m'excuse pour le bombardement de la RFY. C'était une erreur. En tant qu'homme, je demande au peuple serbe de nous pardonner. Cela m'a tourmenté tout le temps », a-t-il dit en recevant le président serbe Aleksandar Vučić,,,.